# Eupithecia uinta
Eupithecia uinta är en fjärilsart som beskrevs av Frederick H. Rindge 1956. Eupithecia uinta ingår i släktet Eupithecia och familjen mätare. Inga underarter finns listade i Catalogue of Life.